# J-N51
J-N51(ジェイ エヌ ゴーイチ)は、日本電気（現・NECカシオ モバイルコミュニケーションズ）が製造し、J-フォン（vodafone, 現・ソフトバンク）が販売していたPDC通信方式の携帯電話端末である。

## 特徴
J-N05の後継機種で、新たにムービー写メールとマグネット式の外付けレンズによるマクロ撮影に対応している。また、J-PHONE初の赤外線通信対応端末でもある。
メインディスプレイのバックライトがJ-N05に比べて約15%明るくなっており、サイズも2.1インチから2.2インチへと大型化している。
本体にはマグネシウム合金を採用しており、薄さ約21mmと当時の折りたたみ型のJ-PHONE端末としては薄型の分類に入っていた。
ちなみに、この時期(2003.5)に発売されたJ-PHONE端末において唯一「Vodafone」のロゴが併記されていない。